# Santa Ernestina (ort)
Santa Ernestina är en ort i Brasilien.   Den ligger i kommunen Santa Ernestina och delstaten São Paulo, i den sydöstra delen av landet, 600 km söder om huvudstaden Brasília. Santa Ernestina ligger 571 meter över havet och antalet invånare är 5 568.
Terrängen runt Santa Ernestina är platt. Runt Santa Ernestina är det ganska tätbefolkat, med 160 invånare per kvadratkilometer.. Närmaste större samhälle är Taquaritinga, 13,3 km nordväst om Santa Ernestina.
Trakten runt Santa Ernestina består till största delen av jordbruksmark.